# Awakening the World
Awakening the World är det svenska power metal-bandet Lost Horizons debutalbum, utgivet 2001.

## Låtlista
1. "The Quickening" - 01:06
2. "Heart of Storm" - 06:16
3. "Sworn in the Metal Wind" - 05:43
4. "The Song of Air" - 00:59
5. "World Through My Fateless Eyes" - 05:08
6. "Perfect Warrior" - 03:58
7. "Denial of Fate" - 03:39
8. "Welcome Back" - 05:41
9. "The Kingdom of My Will" - 09:13
10. "The Redintegrination" - 01:42